# Káminos
Káminos är en ort i Grekland.   Den ligger i prefekturen Nomós Aitolías kai Akarnanías och regionen Västra Grekland, i den centrala delen av landet, 240 km nordväst om huvudstaden Aten. Káminos ligger 581 meter över havet och antalet invånare är 162.
Terrängen runt Káminos är kuperad västerut, men österut är den bergig. Runt Káminos är det glesbefolkat, med 10 invånare per kvadratkilometer. Närmaste större samhälle är Kompóti, 18,5 km väster om Káminos. I omgivningarna runt Káminos växer i huvudsak blandskog.